# Amorpha pallens
Amorpha pallens är en fjärilsart som beskrevs av John Kern Strecker 1873. Amorpha pallens ingår i släktet Amorpha och familjen svärmare. Inga underarter finns listade i Catalogue of Life.